# Паращук, Владимир Николаевич
Владимир Николаевич Паращук (3 марта 1952, Москва — 14 апреля 2017, Москва) — советский и российский тренер по лёгкой атлетике, мастер спорта СССР, заслуженный тренер России (1992), заслуженный работник физической культуры Российской Федерации (2005).

## Биография
После окончания школы некоторое время работал сторожем в редакции одной из газет. В 1976 году окончил Московский областной государственный институт физической культуры
С 1977 года и до конца жизни работал на кафедре физического
воспитания и спорта МГУ им. М. В. Ломоносова, был заведующим кафедрой.
Являлся тренером Объединенной команды на летних Олимпийских играх в Барселоне (1992), а также сборной России — в Сиднее (2000) и Афинах (2004).
Среди его воспитанников: олимпийская чемпионка 2000 года в беге на 400 метров с барьерами, четырёхкратная чемпионка мира (1991, 1993, 1995) и трёхкратная чемпионка Европы (1994, 1998) Ирина Привалова и другие спортсмены.

### Семья
Супруга — Ирина Привалова, 2 дочери — Мария (род. 25.12.2001) и Екатерина (род. 2005).

## Награды и звания
- «Заслуженный тренер России» (1992).
- Медаль «В память 850-летия Москвы» (1997).
- Медаль ордена «За заслуги перед Отечеством» II степени (1999)[15].
- Лучший тренер России по лёгкой атлетике (2000)[16].
- Почётное звание «Заслуженный работник физической культуры Российской Федерации» (2005)[17].
- Заслуженный преподаватель МГУ имени М. В. Ломоносова (2012)[18].